# クリステン・アンダーソン＝ロペス
クリステン・アンダーソン＝ロペス（Kristen Anderson-Lopez, 1972年3月21日 - ）は、アメリカ合衆国のソングライターである。

## 人物
夫のロバート・ロペスと共に活動し、2013年のアニメ映画『アナと雪の女王』の主題歌「レット・イット・ゴー」と2017年の『リメンバー・ミー』の「リメンバー・ミー」でアカデミー賞歌曲賞を2度受賞している。また第57回グラミー賞では2部門で受賞を果たしている。

## 生い立ちと私生活
ニューヨークで生まれ、1986年まで郊外のクロトン・オン・ハドソンで育ち、その後はノースカロライナ州シャーロット近郊のマイヤーズパーク、1990年からはワクシャーに住む。両親はワクシャーに住み続けている。父親によると、彼女は4歳の時にクロトン＝オン＝ハドソンで上演されたアメリカ建国200周年のミュージカルを見に行った際に演劇に夢中になった。一家がノースカロライナ州に移った後、彼女はシャーロット・カントリー・デイ・スクールに通い、卒業した。彼女はマサチューセッツ州西部のウィリアムズ大学に進学して演劇と心理学を専攻し、1994年に卒業した。フロリダ州に演劇のインターンに行った後、彼女はニューヨークでブロードウェイ・シアターの演者になるという夢を追った。1999年にBMI・リーマン・エンゲル・ミュージカル・シアター・ワークショップに入ると彼女は作詞家になり、さらに後に夫となるロバート・ロペスと知り合う。
2003年10月に彼女はロペスと結婚する。

## キャリア

### 舞台
2006年、アンダーソン＝ロペスは夫と共にウォルト・ディズニー・ワールドの舞台劇『ファインディング・ニモ: ザ・ミュージカル』の楽曲を書いた。
アンダーソン＝ロペスはオニール・ミュージカル・シアター・コンファレンスのミュージカル作品『In Transit』の共同クリエイターであり、オフ・ブロードウェイで2010年9月21日から10月30日まで上演された。同作は2011年のドラマ・デスク・アワードのアンサンブル賞を獲得し、またルシル・ローテル賞ミュージカル賞、アウター・クリティクス・サークル賞新オフ・ブロードウェイミュージカル賞にもノミネートされた。2016年11月にはキャスリーン・マーシャル監督・振付によりブロードウェイ上演が実現した。
2015年には夫とアレックス・ティンバースとの3人で制作したロマンティック・ミュージカル『Up Here』が開演した。
彼女は夫と共に『アナと雪の女王』を基にしたディズニー・シアトリカル・プロダクションズのミュージカル劇の作業を行った。

### 映画及びテレビ
彼女が夫と初めてコラボレーションしたのはニック・ジュニアの『Wonder Pets』やディズニー・チャンネルの『ノック! ノック! ようこそベアーハウス』といった子供番組の主題歌であった。
彼女は夫のロバートとヘンリー・ジャックマンと共に『くまのプーさん』の音楽を製作し、アニー賞長編映画音楽賞にノミネートされた。またカンガの声優も務めた。
夫婦は2013年のディズニー映画『アナと雪の女王』の主題歌を手がけ、特に賞賛された「レット・イット・ゴー」により第86回アカデミー賞歌曲賞や第57回グラミー賞の2部門を獲得した。夫婦は続編の『Frozen 2』にも参加する。
夫婦は2017年のピクサー・アニメーション・スタジオの映画『リメンバー・ミー』の主題歌も手がけ、アニー賞長編映画音楽賞、第90回アカデミー賞歌曲賞を受賞した。